# Волейбол на летних Олимпийских играх 2008 (составы, женщины)
В соревнованиях по волейболу среди женщин на летних Олимпийских играх 2008 приняли участие 12 команд по 12 человек.
Клубы игроков указаны на 9 августа 2008 года, когда начались соревнования. В столбце «Очки» указано общее количество набранных очков, в скобках — количество очков в атаке, на блоке и с подачи.

## Группа А

### Венесуэла
Главный тренер:  Томас Фернандес

### Китай
Главный тренер:  Чэнь Чжунхэ

### Куба
Главный тренер:  Антонио Эстрелья

### Польша
Главный тренер:  Марко Бонитта

### США
Главный тренер:  Лан Пинь

### Япония
Главный тренер:  Сёити Янагимото

## Группа В

### Алжир
Главный тренер:  Ихеджи Мулуд

### Бразилия
Главный тренер:  Жозе Роберто Гимарайнс (Зе Роберто)

### Италия
Главный тренер:  Массимо Барболини

### Казахстан
Главный тренер:  Виктор Журавлёв

### Россия
Главный тренер:  Джованни Капрара

### Сербия
Главный тренер:  Зоран Терзич